# Michael Alonzo
Michael Antonio Alonzo, född 7 oktober 1960 i Hägersten, Stockholm, är en svensk sångare. Alonzo var i slutet av 1970-talet och början av 1980-talet sångare i bandet KSMB. Han sjöng senare i Stockholms Negrer.
Alonzo var i mitten av 1990-talet tillsammans med Dogge Doggelito, Alexandra Pascalidou och Joakim Wohlfeil förgrundsfigurer i den svenska delen av Europarådets antirasismkampanj "Alla Olika Alla Lika" som i Sverige också gick under arbetsnamnet "Ungdom mot rasism" (UMR). År 2007 utgav han boken Ge aldrig upp. Han var även sambo med Pascalidou.
Mellan januari 2008 och 2013 arbetade han med juristen Ola Bengtsson i det gemensamma bolaget Föräldrajuristen, som var en byrå för främst fäder som inte får träffa sina barn.
Under våren 2010 var han programledare för TV-programmet Lex Alonzo – Så Funkar Lagen på TV 8.
År 2011 startade han gruppen Alonzo & Fas 3, som turnerade med låtar av både KSMB och Stockholms Negrer och med eget material.
Han är politiskt engagerad inom Socialdemokraterna.